# Michael Contreras
Michael Jordan Contreras Araya (* 10. Februar 1993 in Iquique) ist ein ehemaliger chilenischer Fußballspieler. Der Außenverteidiger bestritt ein Länderspiel für die chilenische Fußballnationalmannschaft.

## Karriere

### Verein
Michael Contreras kam im Alter von 17 Jahren bei Deportes Iquique von der Jugend in die Profimannschaft. Mit Iquique gewann er 2010 die Meisterschaft der Primera B und die Copa Chile. Im Folgejahr erkämpfte er sich unter Trainer Fernando Vergara einen Stammplatz und wechselte im Januar 2013 zu Universidad de Chile, wo er unter Trainer Marco Antonio Figueroa keine Chancen bekam und daher mehrfach verliehen wurde. In der Saison 2015 sollte er unter Trainer Martín Lasarte Einsatzzeiten bekommen, jedoch wurde er wegen eines Einschreibungsfehlers nicht offiziell für die Liga registriert. Er wurde anschließend wieder verliehen und blieb schließlich nach der Leihe an den CD Cobreloa beim Wüstenklub. Zur Saison 2020 kehrte er in seine Heimatstadt Iquique zurück. Nach zwei Jahren wechselte Contreras zu Universidad de Concepción, wo er sein letztes Karrierejahr verbrachte.

### Nationalmannschaft
Contreras bestritt im Dezember 2011 sein einziges Länderspiel für Chile beim Freundschaftsspiel gegen Paraguay. Er stand in der Startelf und wurde in der 51. Spielminute mit der Gelb-Roten Karte des Feldes verwiesen.

## Erfolge
Deportes Iquique
- Chilenischer Zweitligameister: 2010
- Chilenischer Pokalsieger: 2010